# JYPユヴァスキュラ
JYPユヴァスキュラ（JYP Jyväskylä）はフィンランド・ユヴァスキュラのアイスホッケーチーム。SMリーガ所属。本拠アリーナはシュネルギア・アリーナ。NHLのボストン・ブルーインズと提携している。

## タイトル
- カナダカップ（2回）

2009、2012

## 歴代所属選手
- スティーヴ・カリヤ